# Длуґе-Старі
Длуґе-Старі (пол. Długie Stare) — село в Польщі, у гміні Свенцехова Лещинського повіту Великопольського воєводства.
Населення — 874 особи (2011).
У 1975-1998 роках село належало до Лешненського воєводства.

## Демографія
Демографічна структура станом на 31 березня 2011 року:
|          | Загалом | Допрацездатний вік | Працездатний вік | Постпрацездатний вік |
| -------- | ------- | ------------------ | ---------------- | -------------------- |
| Чоловіки | 433     | 100                | 297              | 36                   |
| Жінки    | 441     | 85                 | 272              | 84                   |
| Разом    | 874     | 185                | 569              | 120                  |